# U-321
U-321 – niemiecki okręt podwodny (U-Boot) typu VII C/41 z okresu II wojny światowej. Okręt wszedł do służby w 1944 roku.

## Historia
Wcielony do 4. Flotylli U-Bootów celem szkolenia załogi, od marca 1945 roku w 11. Flotylli jako jednostka bojowa.
U-321 odbył 2 patrole bojowe, podczas których nie zatopił żadnej jednostki przeciwnika.
Zatopiony 2 kwietnia 1945 roku przez polski bombowiec Vickers Wellington z 304. Dywizjonu Bombowego, zginęła – 41-osobowa załoga.

## Przebieg służby
- 20.01.1944 – 28.02.1945 – 4. Flotylla U-Bootów Wegener w Szczecinie (szkolenie)
- 01.03.1945 – 02.04.1945 – 11. Flotylla (okręt bojowy) w Bergen[2]
- 02.04.1945 – zatopiony

## Dowódcy
- Kapitänleutnant (kapitan marynarki) Ulrich Drews 20.01.1944 - 08.1944
- Oberleutnant zur See (porucznik marynarki) Fritz Berends 08.1944 - 02.08.1945